# نیکوکاری (فیلم)
نیکوکاری (رومانیایی: Filantropica) یک فیلم کمدی سیاه به کارگردانی نائه کارانفیل است که در سال ۲۰۰۲ منتشر شد.

## بازیگران
- میرچا دیاکونو
- گئورگه دینیکا
- فلورین زامفیرسکو
- والنتین پوپسکو
- کنتستانتین دراگانسکو
- فلورین کالینسکو